# Ларионова, Виктория Анатольевна
Виктория Анатольевна Ларионова (1 июля 1945, Астрахань) — российская художница-живописец, член Союза художников СССР, секция живописи, в настоящее время — МСХ. Преподавательница Московского Государственного Академического Художественного Училища памяти 1905 года с 1969 г. по настоящее время.

## Биография
Родилась в 1948 году в г. Астрахань по месту службы отца Ларионова Анатолия Михайловича. В возрасте 5 лет переехала в Москву, где росла и воспитывалась в родном доме матери, Ростовцевой Вероники Александровой.
Училась до 8 класса в СШ № 413, затем — в СШ № 401.
Окончила художественно-графический факультет МГПУ. Педагоги: профессор, народный художник СССР, академик РАХ Ефанов В. П., доцент, заслуженный художник Дрезинина В. А.
Дополнительно занималась у заслуженного художника Цейтлина Т.И и Маторина М. А., народного художника Дудника С.И, консультировалась у Дубинчика А. М. и Лабаса А.А. После института поступила на работу в Московское академическое художественное Училище памяти 1905 года, где преподает по настоящее время.
С 1977 года — член Союза художников СССР, секция живописи, в настоящее время — МСХ.
С 1974 года — регулярная участница московских, республиканских и всесоюзных выставок.
С 1981 г. — участница зарубежных выставок: первая групповая выставка «Традиции и поиск», Париж, Центр Пампиду, последняя — персональная в 2006 году в Люксембурге.
Постоянная участница ежегодных выставок «Творческие среды», а также отдельных групповых выставок.
В 2016 году участвовала в выставке «Посмотри на этот мир», Пекин, 2016 г., Музей женщин и детей Китая.
10 ноября - 11 декабря  2019г. прошла персональная выставка Ларионовой В.А. "Пульсация цвета" в Москве в Галерее на Чистых Прудах.
Работы Ларионовой В.А, приобретались РОСИЗО Министерства культуры СССР, Министерством культуры РСФСР, Союзом художников СССР, музеями ФРГ, КАР, частными лицами на родине и за рубежом.
В 1999 году совместно с художником Алексеем Николаевичем Куликовым учреждает Благотворительный фонд «Л и К», президентом которого является и в настоящее время. Цель деятельности фонда — популяризация искусства творческой молодежи.

## Избранные работы
1. «Полет»
2. «В порту»
3. «Ковровщицы»
4. «Натюрморт с гранатами»
5. «Гурзуфский натюрморт»
6. «Натюрморт с канарейками»
7. «Десятиклассница»
8. «Хлопкопункт»

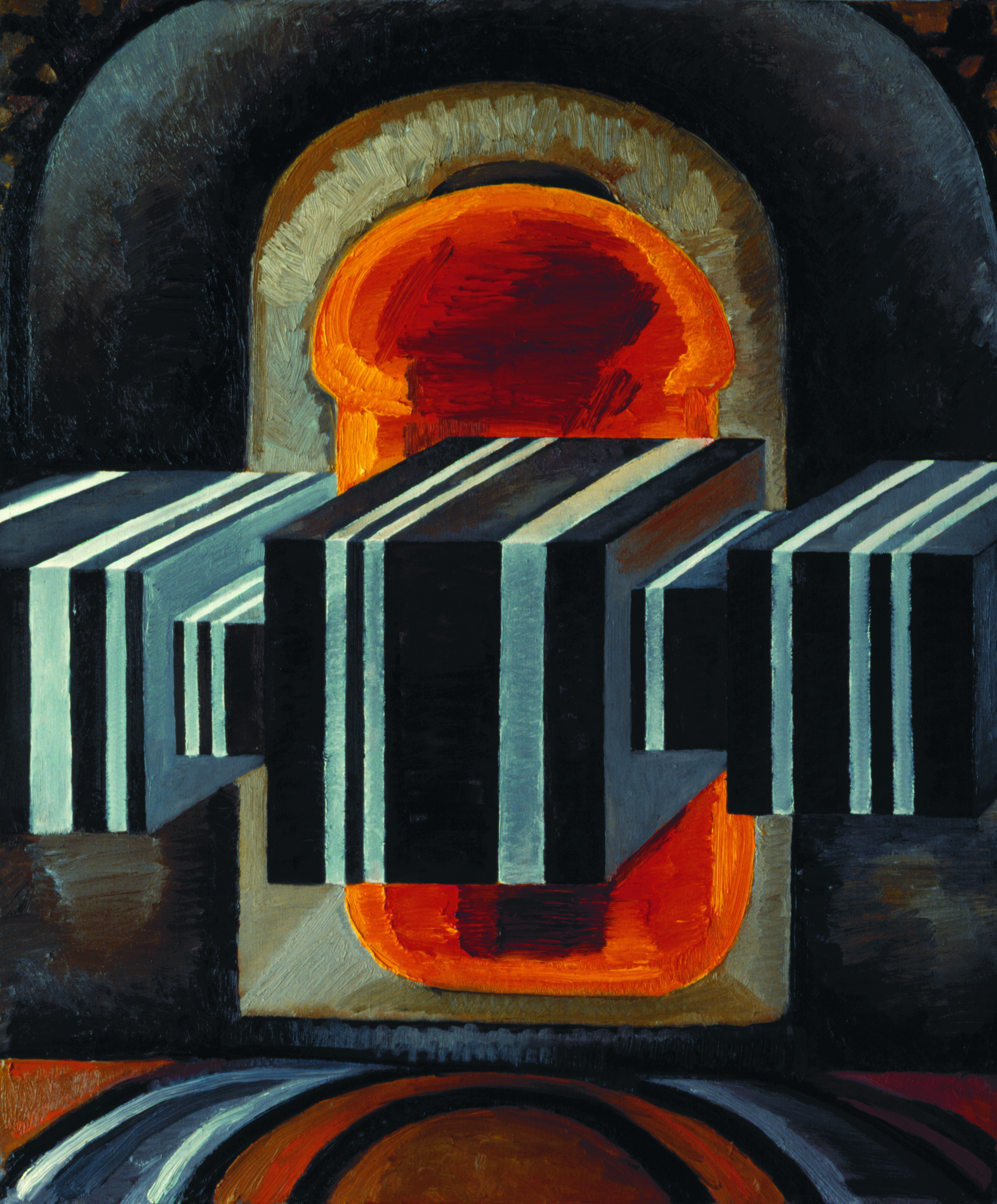
Металлическая жизнь. Вторая часть триптиха

9. «Строительство Каракумского канала»
10. «Ворота Бухары»
11. «Амфитрита»
12. «Аргентинские танцы»
13. «Меркури»
14. «Ивана Купала»
15. «Вечер в Кераре»
16. «Соломея-Саламандра»
17. «Сквозь Рурскую область»
18. «Возвращение с вернисажа»
19. «Металлическая жизнь»
20. «Русская деревня»
21. «Скифская баба»
22. «Херсонес-Корсунь-Севастополь»
23. «Москва моя красавица»
24. «Крым. Праздник флага»
25. «Грааль»
26. «Китай — посмотри на этот мир»
27. «Стандартная модель»
28. «Батуми. Колесо обозрения»
29. «Жаркий день»
30. «Сине-зеленые»
31. «Космический парус»
32. «Цветы. Натюрморт розовый»
33. «Татев»
34. «Натюрморт Наташи»
35. «Горячий ключ»
36. «Натюрморт с айвой»
37. «Меморация»